# 龍逸邨

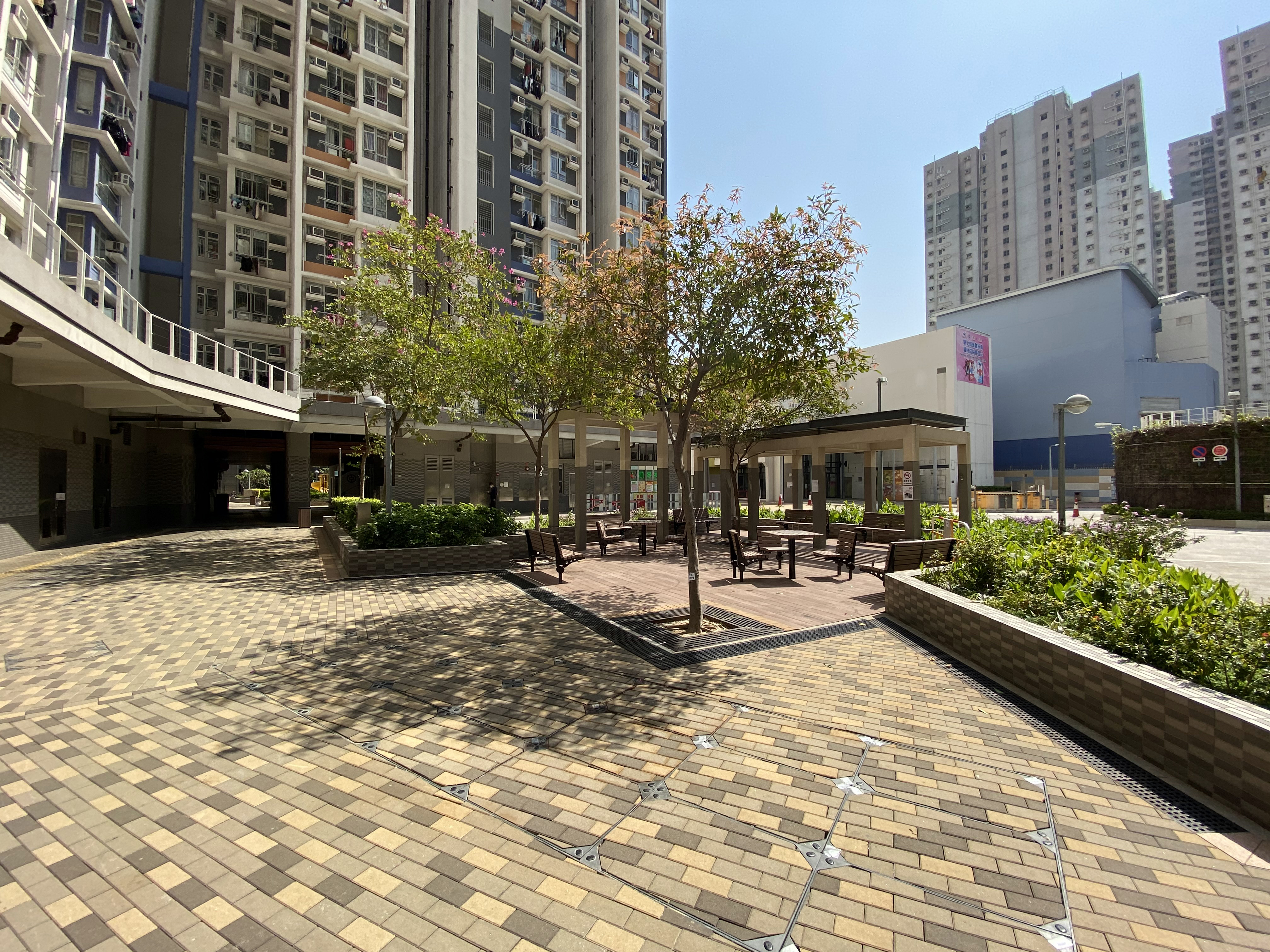
休憩區

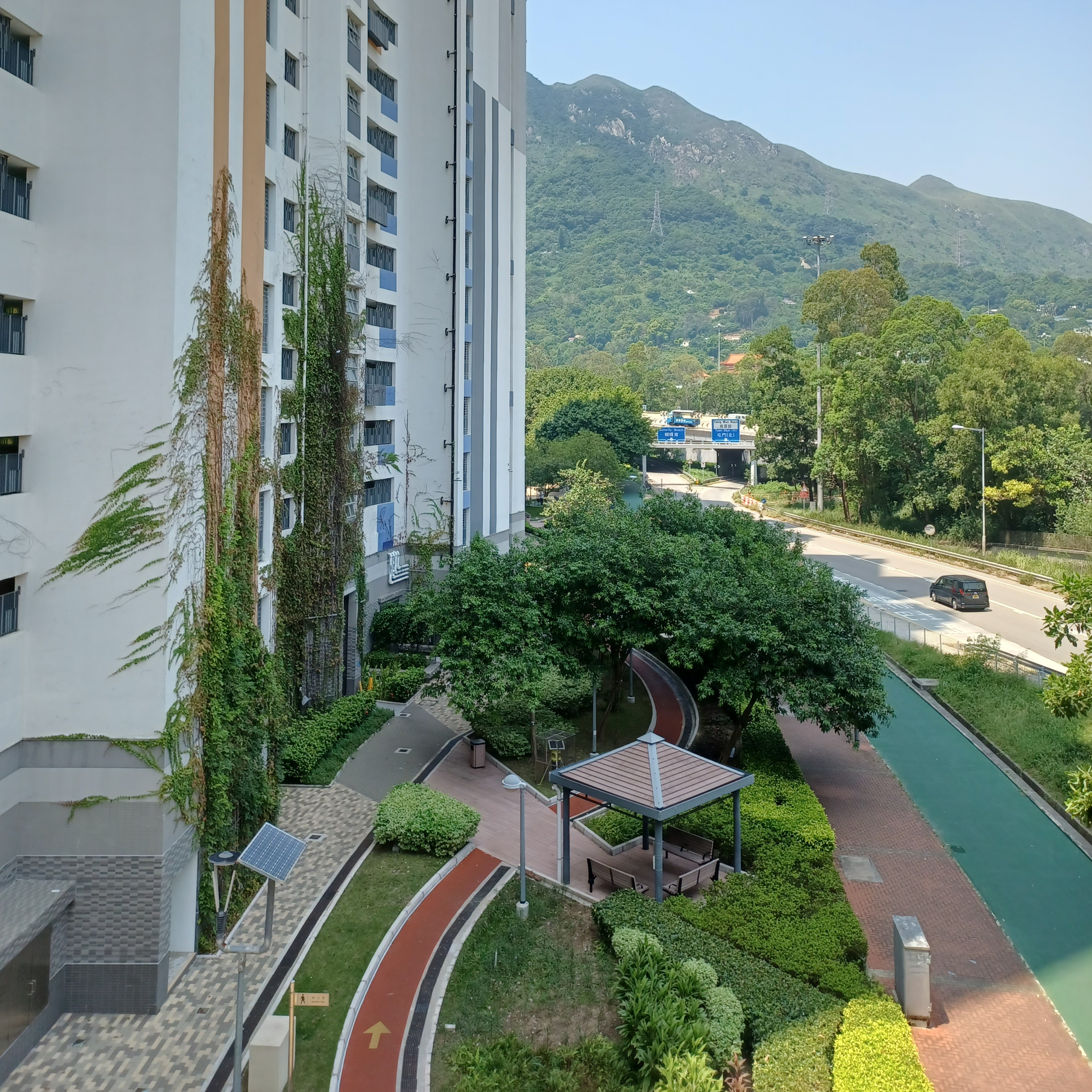
屋邨的緩跑徑，健身區及涼亭，與繁忙的龍富路作為分隔

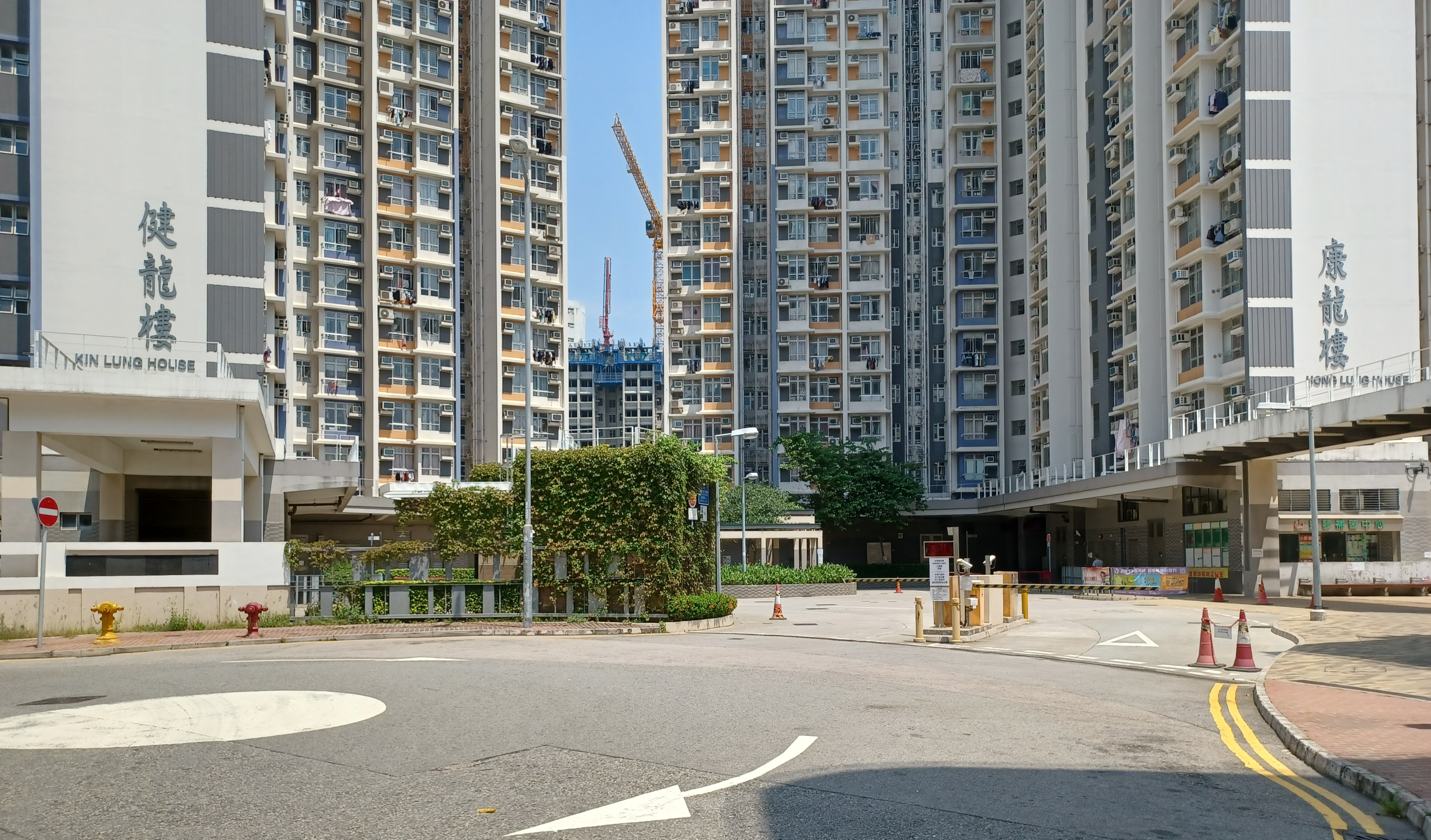
車道入口

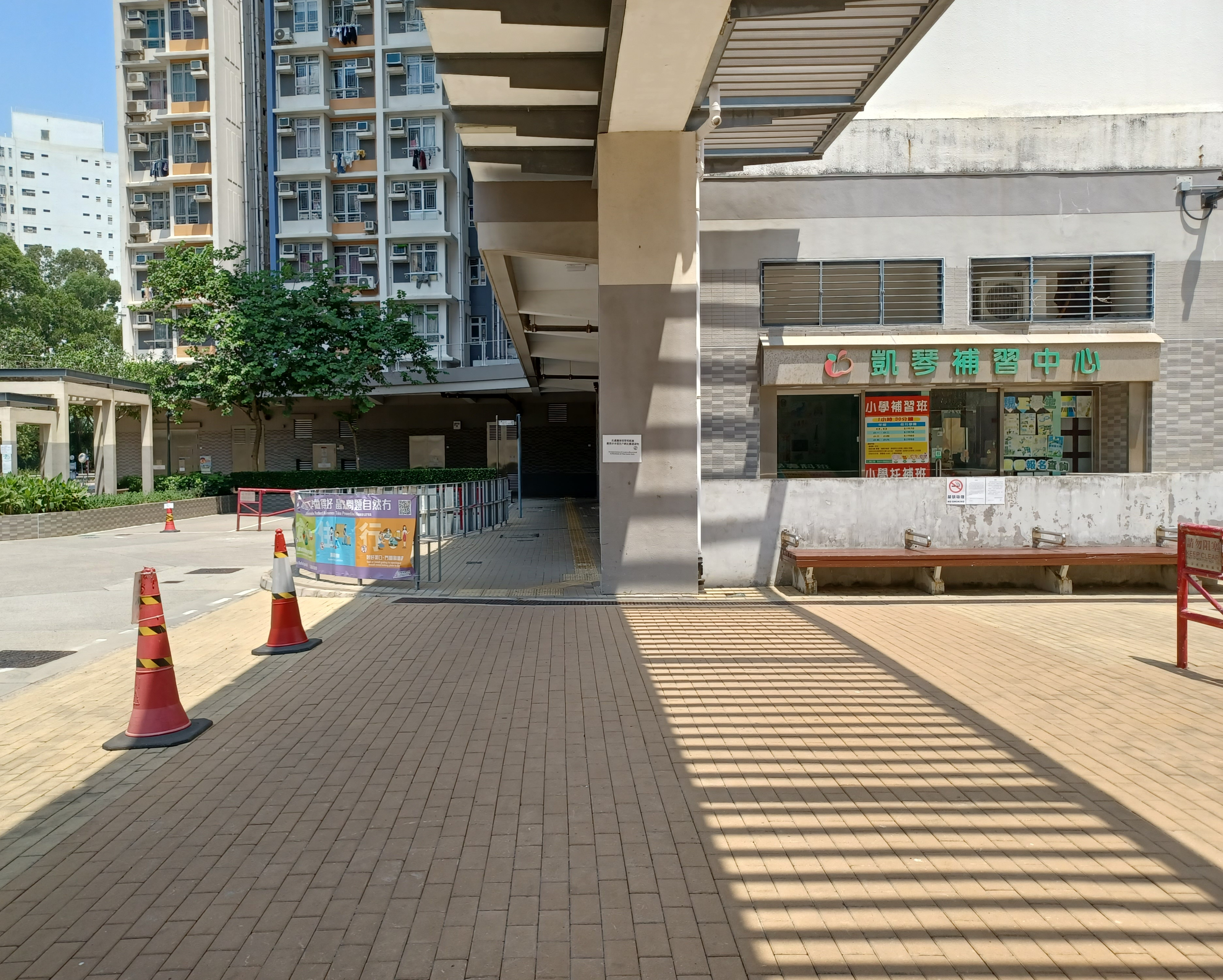
康龍樓地下設補習中心

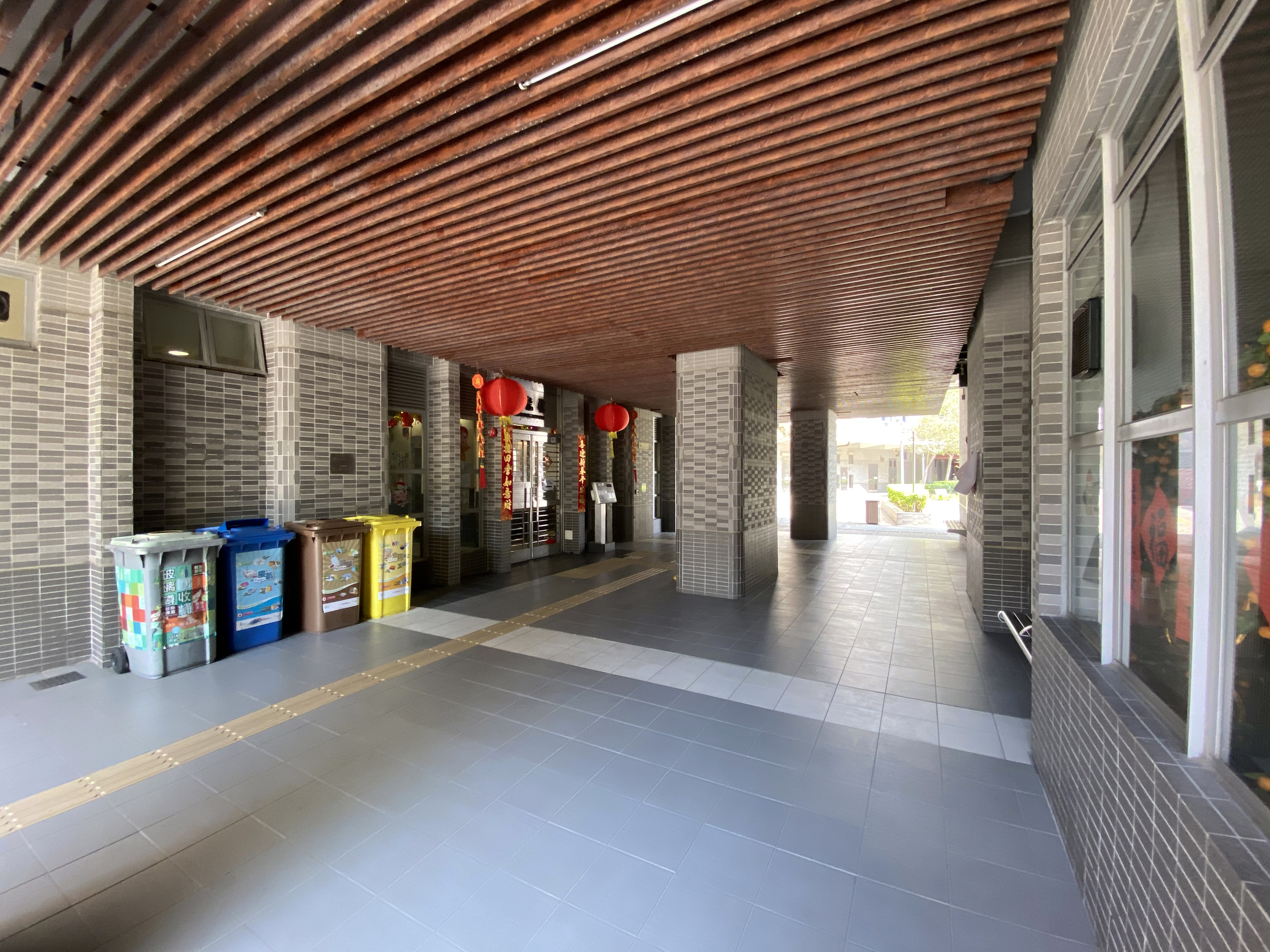
健龍樓入口

龍逸邨（英語：Lung Yat Estate）是香港房屋委員會轄下公共屋邨，項目編號為TM24，位於新界屯門區散石灣（屯門第18區）業旺路106號。本邨於2013年6月入伙，全邨共有兩座34層高樓宇，由房屋署總建築師（1）設計，瑞安建業承建，兩座樓宇每層分別設有13以及17個單位，面向皇珠路的一面噪音聲源只設走廊及花槽，不設單位（即採用單方向設計）。邨內設停車場、但不設商場，不過邨內設有社區會堂供邨民及鄰近屋苑居民使用。

## 歷史
龍逸邨位於屯門第18區，鄰近龍門居，地皮是散石灣填海地，於1998年填海完成。當中的中華基督教會何福堂小學原址位於已清拆的新發邨，因該邨拆卸而搬遷至現址的千禧校舍。其後中華電力在南面興建變電站，東面則一直空置。
直至2010年，因香港社會對公共屋邨的需求大增，政府遂於該地興建新屋邨、並將跨越皇珠路的業旺路延長和興建新變壓站。
2013年3月，龍逸邨落成，並於同年6月入伙。現時該屋邨由中國海外物業有限公司管理。

## 屋邨資料

### 特色
該邨在顯發邨2024年建成前，是屯門新市鎮內規模最小的屋邨，亦是屯門區近十年來已沒有新屋邨落成後的首個屋邨，住宅大樓僅有兩幢，分別命名為健龍樓及康龍樓；邨內不設商場，只有一所補習社（前為一小食快餐店）。龍逸邨外牆顏色以白色為主調，以灰、橙及紫色相襯，以配合附近建築物（如龍門居、散石灣變電站等）外牆顏色；而房屋署在每層走廊的設計也別具心思，在指示牌及各單位門鐘牌上印上天然草原及花海圖案，每層的其中一塊樓層指示牌更印有標語：「保護環境要立即，地球資源要珍惜。」以提高居民的環保意識。

### 樓宇
| 樓宇名稱（座號） | 門牌號碼    | 樓宇類型               | 落成年份 | 樓宇層數 （住宅層數） | 每層伙數 | 單位數目（伙） | 建築師              | 承建商   | 提供升降機的廠商 |
| ---------------- | ----------- | ---------------------- | -------- | --------------------- | -------- | -------------- | ------------------- | -------- | ---------------- |
| 健龍樓（第1座）  | 業旺路106號 | 非標準設計大廈 （T型） | 2013年   | 34（1-33樓）          | 13       | 429            | 房屋署總建築師（1） | 瑞安建業 | 通力             |
| 康龍樓（第2座）  | 業旺路106號 | 非標準設計大廈 （T型） | 2013年   | 34（1-33樓）          | 17       | 561            | 房屋署總建築師（1） | 瑞安建業 | 通力             |

### 設施
屋邨設兩個兒童遊樂場、健身區、休憩區、緩跑徑、民政事務總署龍逸社區會堂和露天停車場。而康龍樓地下曾經設龍逸小食快餐，現時改為補習中心。

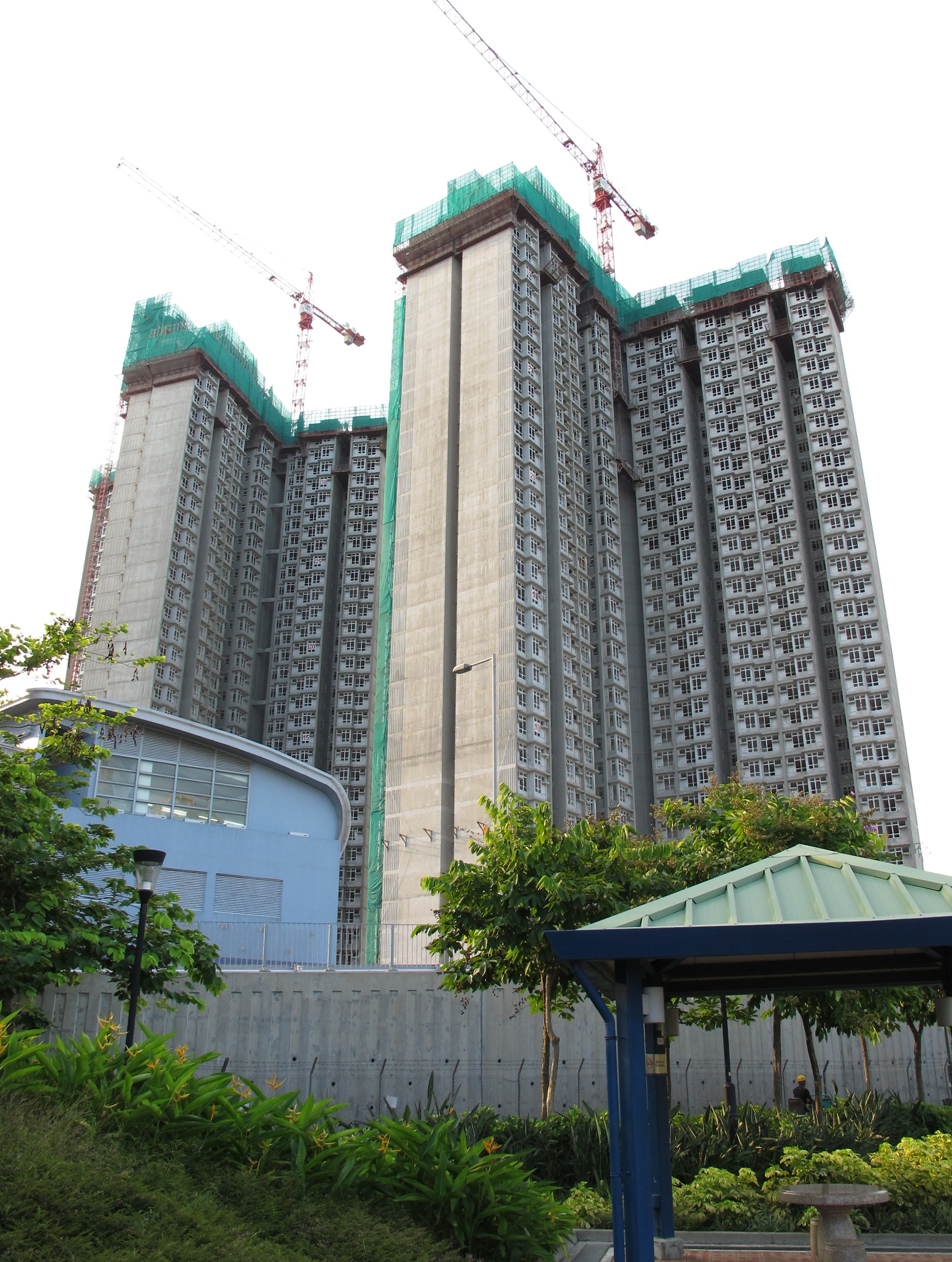
興建中之龍逸邨（2012年7月）
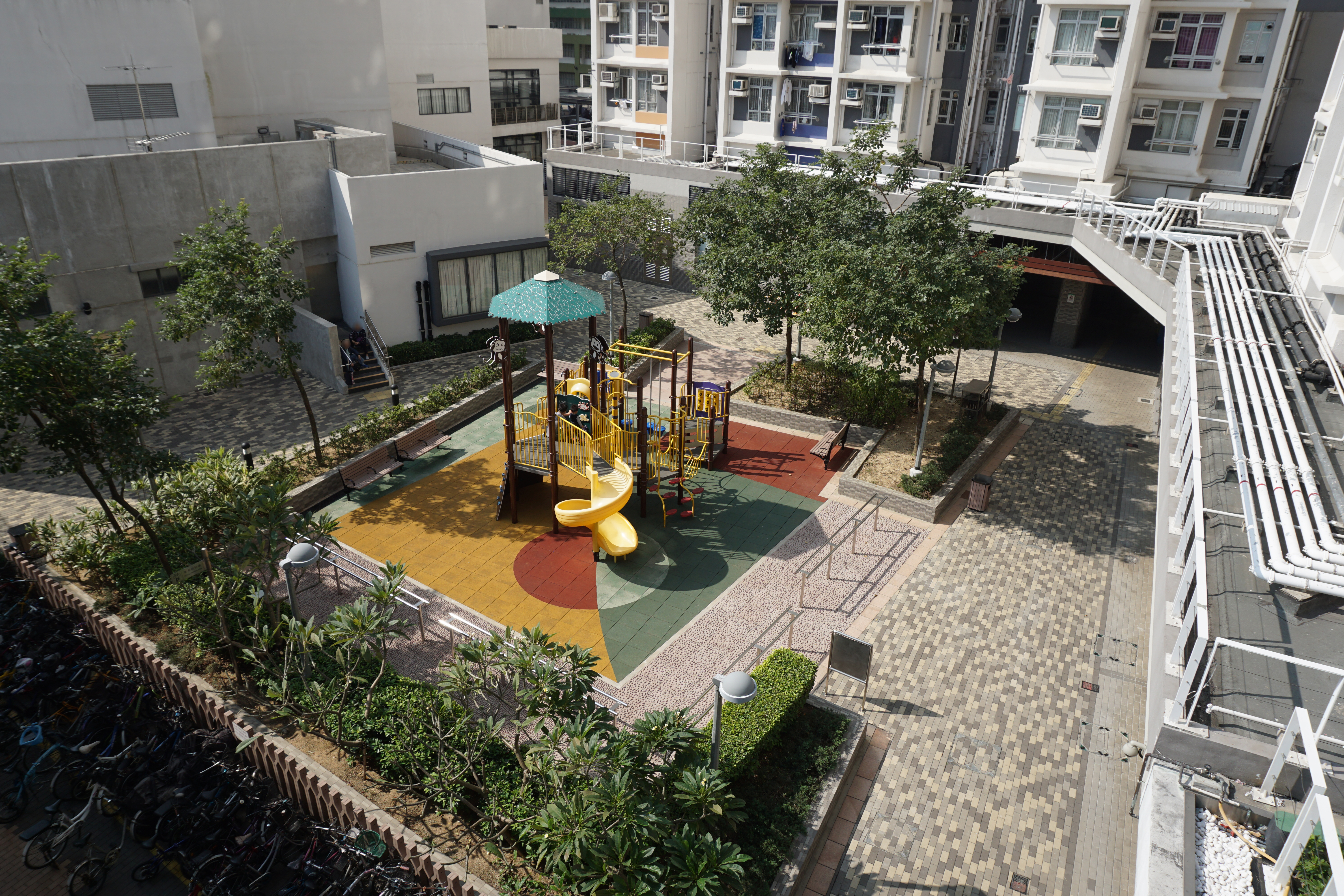
康龍樓對出的兒童遊樂場及卵石路步行徑
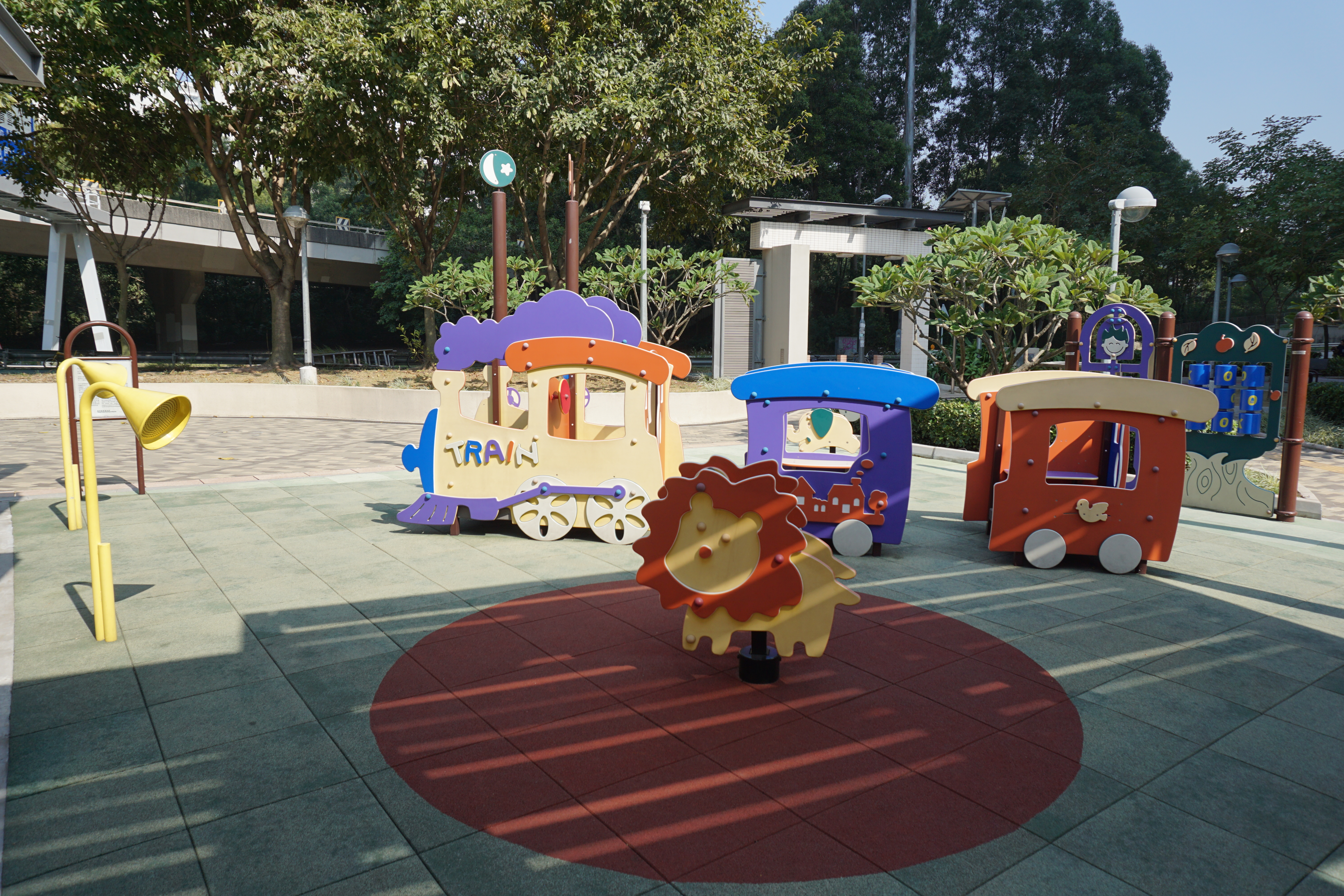
健龍樓旁的兒童遊樂場
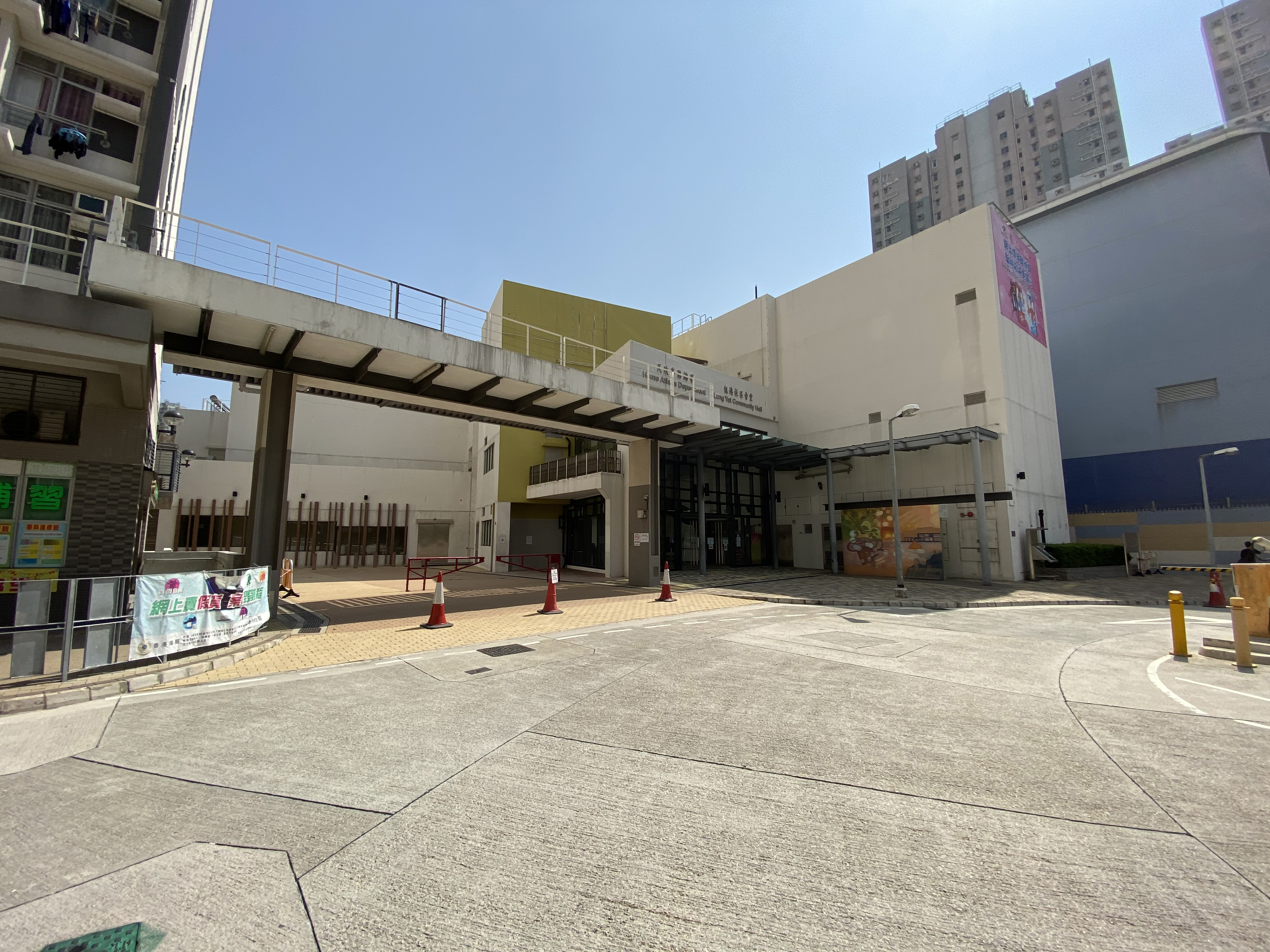
民政事務總署龍逸社區會堂
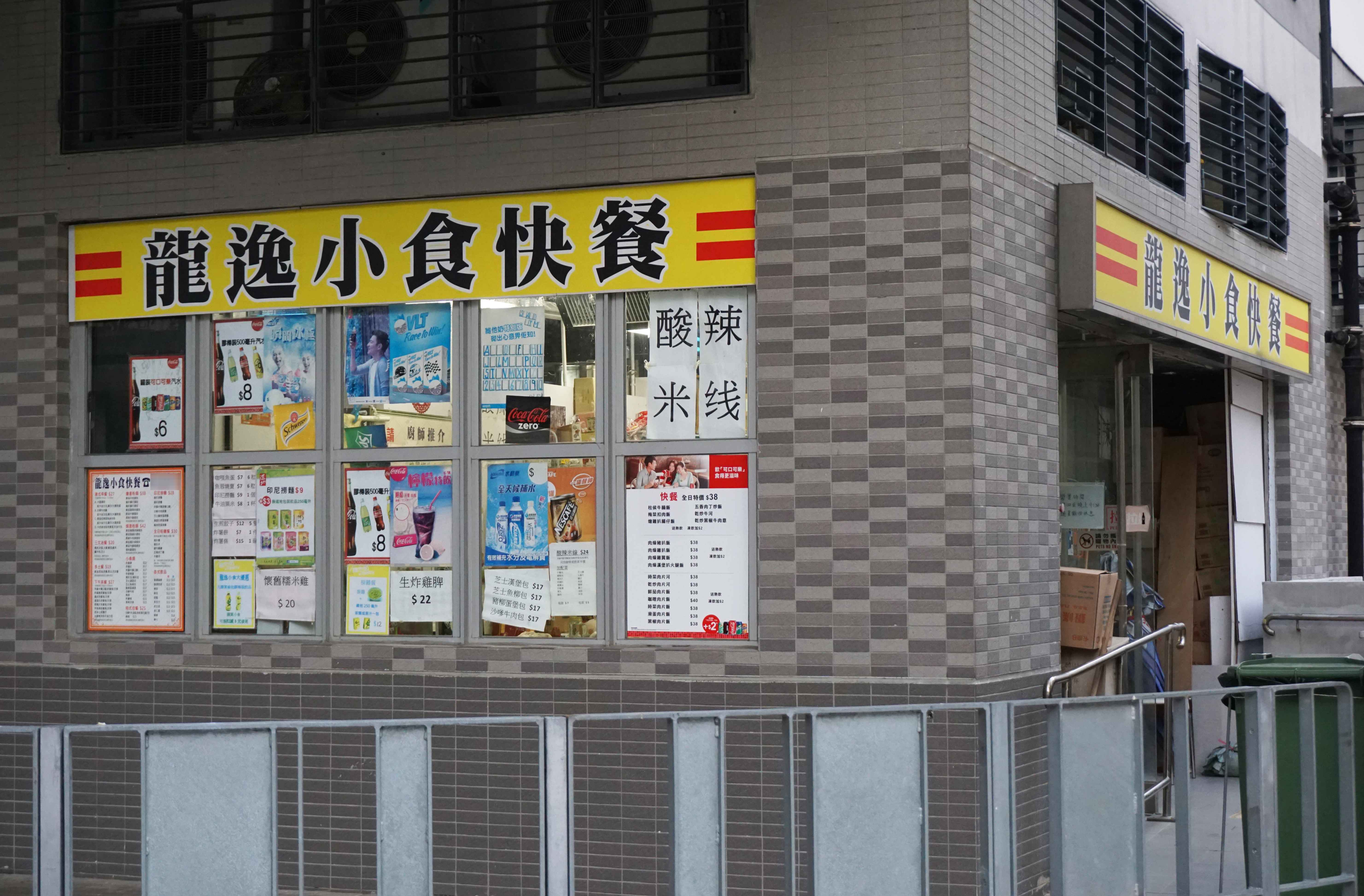
龍逸邨唯一商店為小食快餐（已結業）
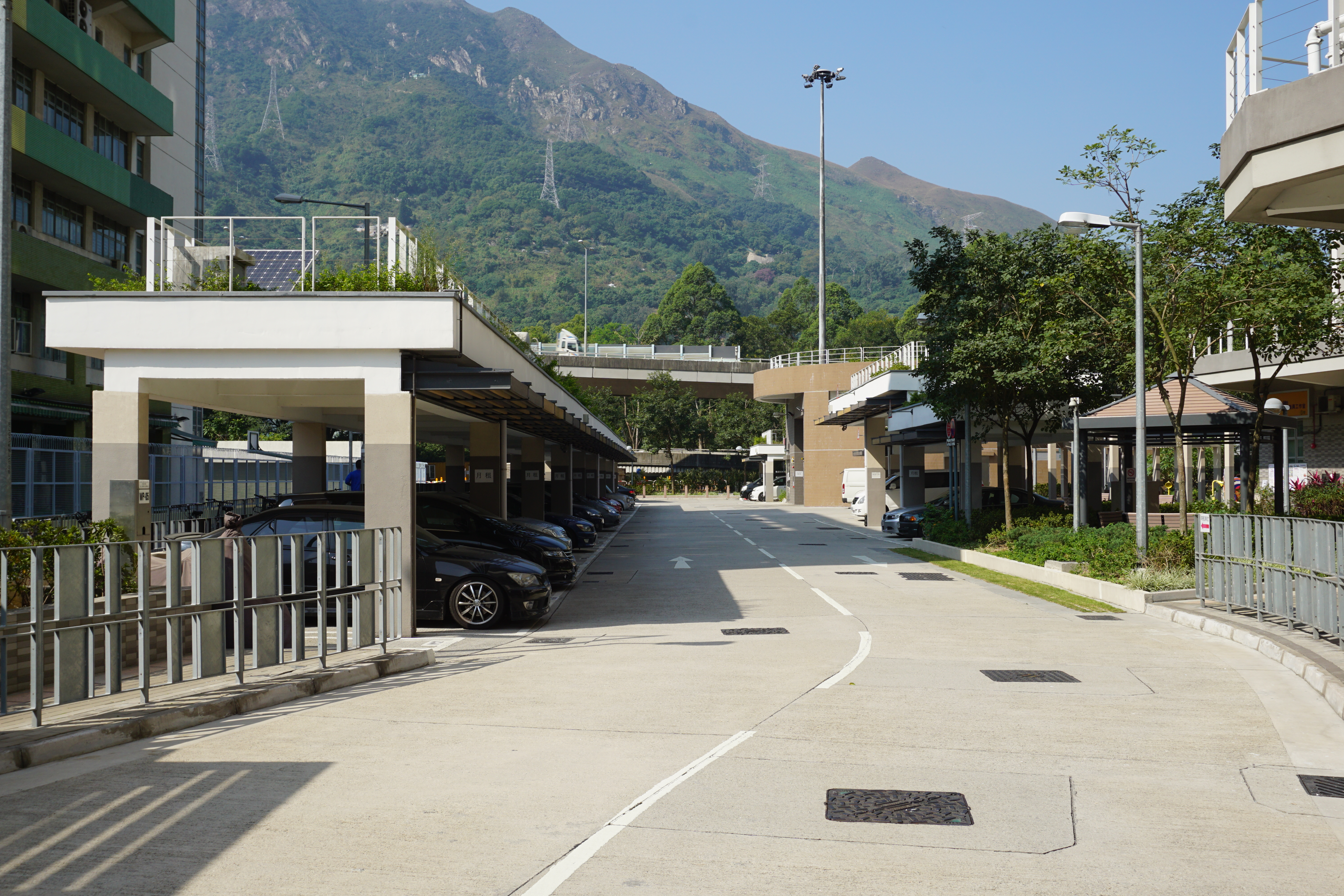
露天停車場
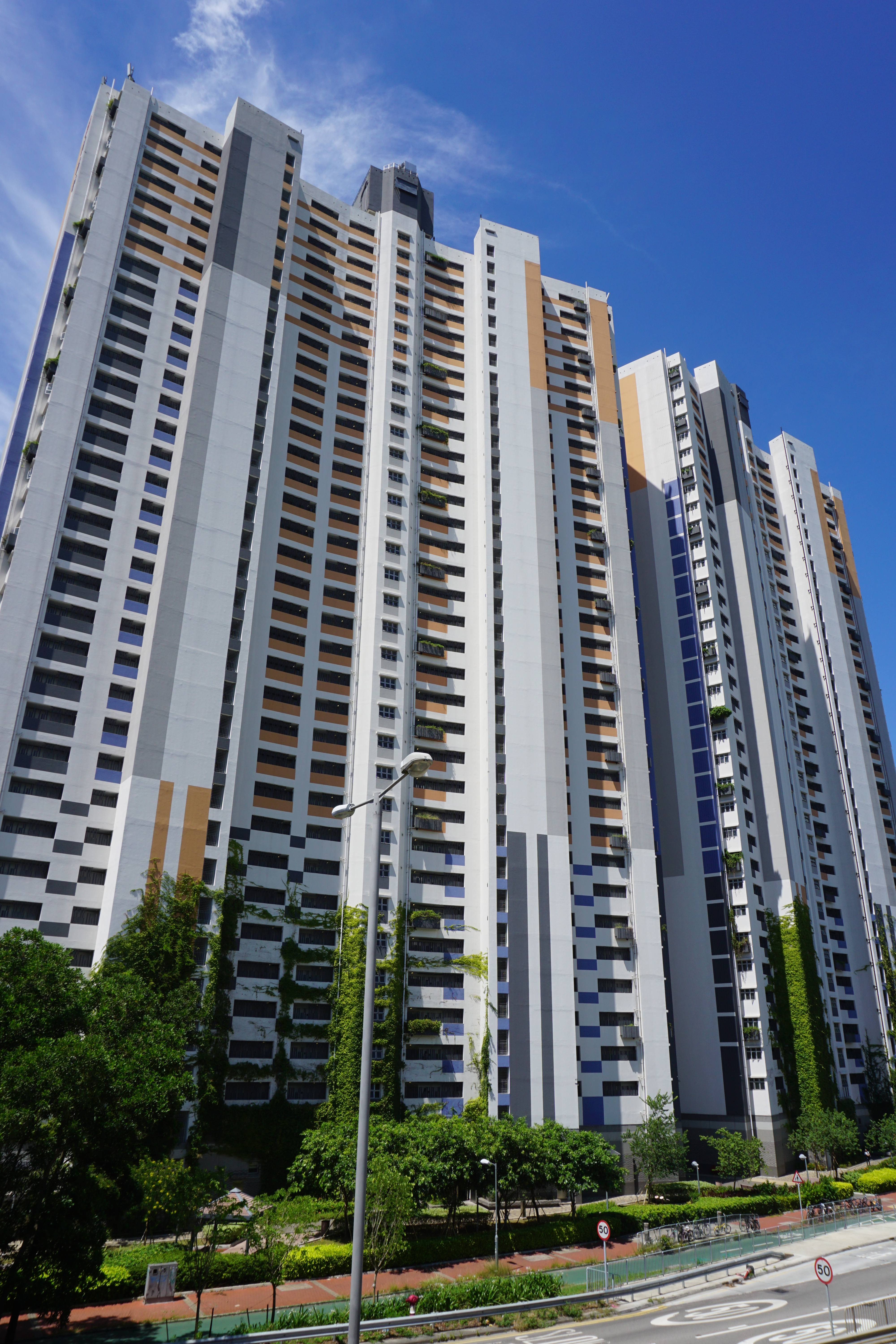
龍逸邨北面，即面向皇珠路的一面噪音聲源，故此北面只設走廊及花槽，不設單位（即採用單方向設計）
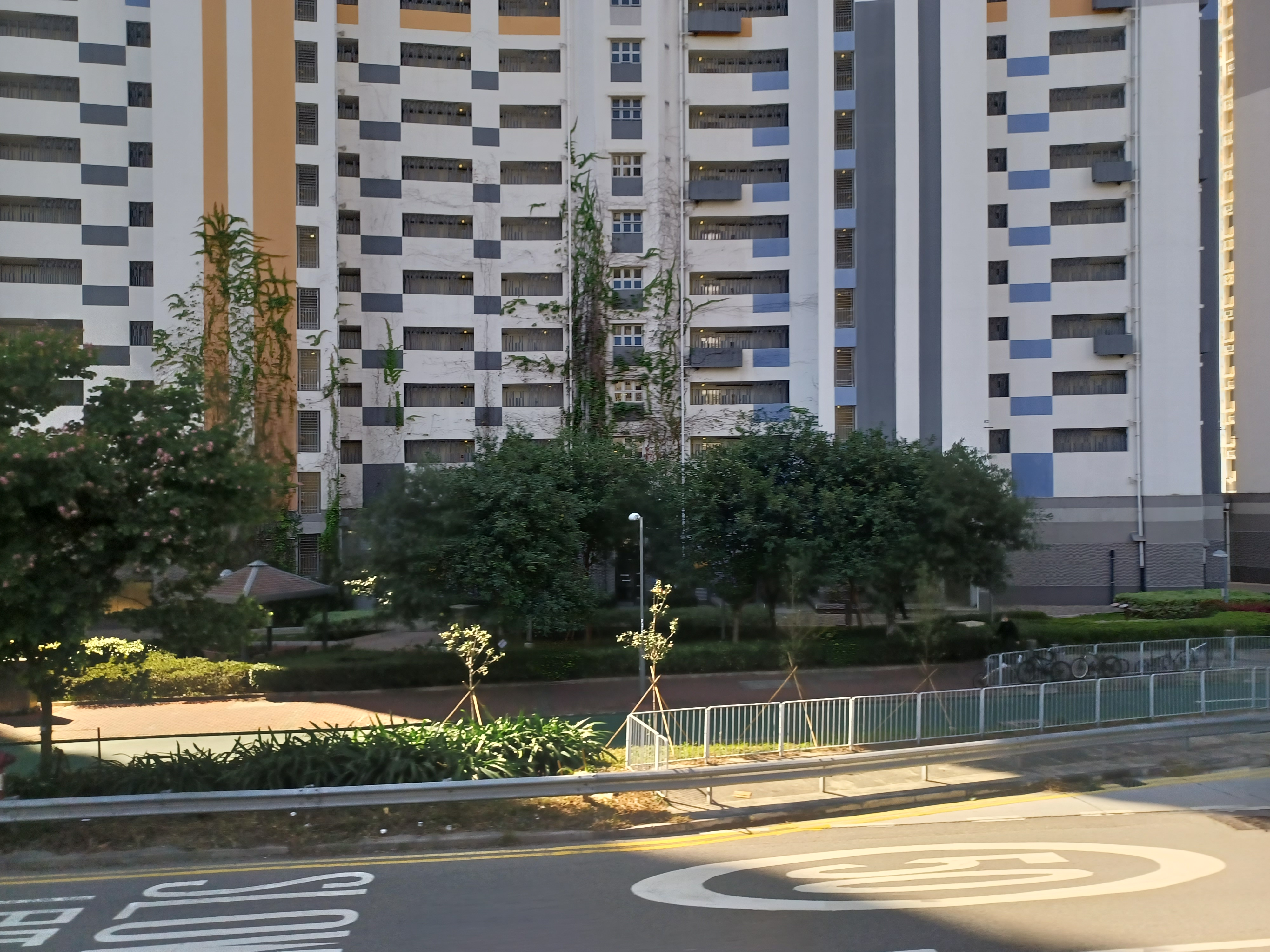
龍逸邨康龍樓背面

## 教育及社福機構

### 小學
- 中華基督教會何福堂小學

### 其他設施
- 中華電力有限公司散石灣變電站
- 變壓站

### 區議員辦事處
- 周浩鼎立法會議員辦事處：健龍樓A翼地下5號舖
- 鍾健峰議員辦事處：健龍樓地下5號[7]
- 葉俊遠議員辦事處：健龍樓地下5號[8]

已結束
- 曾錦榮議員辦事處：健龍樓地下5號舖[9]
- 龍瑞卿議員辦事處：健龍樓A翼地下5號[10]

### 鄰近建築
- 湖山河畔公園
- 單車徑
- 皇珠路（連接屯門公路、龍富路、青雲路和龍門路）
- 屯門河

## 所屬選區
龍逸邨屬於屯門區議會下轄的屯門西選區，現任區議員為民建聯成員鍾健峰與工聯會成員徐帆。而在立法會地區直選當中，則屬於新界西北（LC8）選區。

## 交通
龍逸邨內不設巴士總站及輕鐵站，故此居民需依靠龍門居及富健花園的交通設施。

## 事件

### 母子跳樓案
2015年9月14日早上約7時許，健龍樓發生倫常命案。一名38歲患抑鬱的婦人抱著10歲兒子從30樓寓所一躍而下，撞毀1樓簷篷圍欄後倒臥地上，兩人當場死亡。

### 殺妻跳樓案
2018年1月14日早上約7時16分，康龍樓一低層單位發生倫常慘劇。一對有逾1年精神病紀錄夫婦早前曾發生爭執，66歲姓陳男子從高處墮下，倒臥平台昏迷，救護員到場後證實死亡。單位內的一名63歲女子倒卧床上，頸有刀傷，亦證實死亡。身旁有一柄8吋長生果刀。死者女兒得悉事件情緒激動，要送院檢驗。

## 外部連結
- 屯門第十八區. Socam Development.
- 房委會物業位置及資料 龍逸邨（页面存档备份，存于）
- 房委會物業位置及資料 龍逸邨（页面存档备份，存于）